# Thyronectria lamyi
Thyronectria lamyi är en svampart som först beskrevs av Jean Baptiste Desmazières, och fick sitt nu gällande namn av Seeler 1940. Thyronectria lamyi ingår i släktet Thyronectria, klassen Sordariomycetes, divisionen sporsäcksvampar och riket svampar.   Inga underarter finns listade i Catalogue of Life.
I den svenska databasen Dyntaxa används istället namnet Nectria lamyi för samma taxon.  Arten är reproducerande i Sverige.